# Tribunale Uiguro
Il Tribunale Uiguro è stato un tribunale indipendente con sede nel Regno Unito che mirava ad esaminare le prove relative alle continue violazioni dei diritti umani contro il popolo uiguro da parte del governo cinese e a valutare se tali violazioni costituiscano genocidio ai sensi della Convenzione sul genocidio. Il tribunale è stato presieduto da Geoffrey Nice, il procuratore capo nel processo di Slobodan Milošević, che ne ha annunciato la creazione del tribunale nel settembre 2020.
Secondo Nice, il tribunale è stato convocato e formato quando non c'era più "altro modo di portare la dirigenza del Partito Comunista [cinese] collettivamente o individualmente a giudizio". Il governo cinese ha emesso sanzioni contro il tribunale e i suoi organizzatori e ha definito il tribunale "pura finzione".
Nel dicembre 2021, il tribunale ha concluso che il governo della Repubblica Popolare Cinese aveva commesso un genocidio contro gli uiguri attraverso misure di controllo delle nascite e di sterilizzazione. Oltre a ciò, sono state trovate prove di crimini contro l'umanità, torture e abusi sessuali. La decisione finale del tribunale non ha vincolato individualmente alcun governo ad agire.
Gli organizzatori che hanno operato lo hanno fatto per far in modo che le udienze e i rapporti del tribunale potessero stimolare un'azione internazionale e contribuire a ritenere la Cina responsabile per gli abusi commessi nei confronti degli uiguri.

## Sfondo
Il governo cinese ha commesso una serie continua di violazioni dei diritti umani contro il popolo uiguro e altre minoranze etniche e religiose nella regione autonoma uigura dello Xinjiang (XUAR) della Repubblica Popolare Cinese e nei suoi dintorni, che vengono definite come genocidio.
Dal 2014, il governo cinese, sotto la direzione del Partito Comunista Cinese (PCC) durante l'amministrazione del segretario generale del PCC Xi Jinping, ha perseguito politiche di detenzione di oltre un milione di musulmani (la maggior parte dei quali uiguri ) in campi di internamento segreti senza alcun processo legale in quella che è stata definita la detenzione su larga scala e più sistematica di minoranze etniche e religiose dall’Olocausto e dalla Seconda Guerra Mondiale. Migliaia di moschee sono state distrutte o danneggiate e centinaia di migliaia di bambini sono stati separati con la forza dai loro genitori e mandati in collegi.
I critici delle politiche del governo cinese hanno evidenziato la concentrazione degli uiguri nei campi di internamento sponsorizzati dallo Stato, la soppressione delle pratiche religiose uigure, l'indottrinamento politico, i gravi maltrattamenti, così come ampie prove e altre testimonianze che descrivono dettagliatamente le violazioni dei diritti umani tra cui la sterilizzazione forzata, la contraccezione, e gli aborti forzati. I critici li hanno descritti come un’assimilazione forzata dello Xinjiang, così come un etnocidio o genocidio culturale. Alcuni governi, attivisti, ONG indipendenti, esperti di diritti umani, accademici, funzionari governativi e il governo in esilio del Turkestan orientale lo hanno definito un vero e proprio genocidio.
Le reazioni internazionali sono state divise, con decine di stati membri delle Nazioni Unite (ONU) che hanno inviato lettere al Consiglio per i diritti umani delle Nazioni Unite a sostegno e condanna delle politiche della Cina nello Xinjiang nel 2020. Nel dicembre 2020, la Corte penale internazionale ha rifiutato di intraprendere azioni investigative contro la Cina sulla base del fatto che non aveva giurisdizione sulla Cina per la maggior parte dei presunti crimini. Gli Stati Uniti, la Camera dei Comuni del Canada, il parlamento olandese, la Camera dei Comuni del Regno Unito, il Seimas della Lituania e il Senato della Repubblica Ceca hanno riconosciuto il trattamento degli uiguri in Cina come genocidio.

## Creazione del tribunale
Geoffrey Nice, il pubblico ministero nel processo per crimini di guerra di Slobodan Milošević, ha avviato di sua iniziativa il tribunale uiguro nel mese di settembre 2020. Il tribunale è stato istituito in risposta a una richiesta del giugno 2020 del Congresso mondiale uiguro, che ha fornito delle prove iniziali al tribunale. Al momento dell'annuncio del tribunale è stata fatta una richiesta generale di prove.
Entro febbraio 2020 la giuria del tribunale era stata definita e composta da esperti internazionali in diritti umani e avvocati.

### Invito dei testimoni
Molti esperti internazionali sono stati invitati alle udienze per presentare prove, tra cui accademici riconosciuti come l'antropologo Darren Byler, la professoressa di studi cinesi Joanne Smith Finley, il ricercatore Nathan Ruser e il ricercatore Adrian Zenz. Altri che presenteranno le prove includono il presidente del Congresso mondiale uiguro Dolkun Isa, lo studioso uiguro Adbuweli Ayup e testimoni dei campi di internamento dello Xinjiang che includono ex detenuti.
Gli organizzatori del Tribunale uiguro affermano che la Cina è stata invitata a presentare prove, ma che il governo cinese non lo ha fatto.

## Udienze
Il Tribunale uiguro ha avviato la sua prima serie di udienze nel mese di giugno 2021, e una seconda serie nel settembre 2021.

### Testimonianze
Durante le udienze tenutesi nel giugno 2021, le testimonianze dei testimoni hanno affermato di aver osservato o subito torture di massa, stupri (inclusi stupri di gruppo), sterilizzazione forzata, aborto forzato, somministrazione forzata di farmaci che impedivano alle donne di avere le mestruazioni, arresti e detenzioni arbitrarie, sorveglianza di massa, intimidazioni da parte di funzionari governativi e separazione forzata dei bambini, e accuse di infanticidio. Le prove presentate includevano anche testimonianze di molestie sessuali su donne da parte di agenti cinesi, ritorsioni del governo cinese contro i parenti degli uiguri che vivevano all'estero, la distruzione fisica di case con famiglie che "avevano più nascite del consentito" e altri tipi di abusi.
La Cina ha negato di aver commesso violazioni dei diritti umani nello Xinjiang, compresi i campi di internamento dello Xinjiang, e contesta la legittimità delle testimonianze.
Il Tribunale uiguro ha tenuto una terza udienza, in formato virtuale il 27 novembre 2021.

## Sentenza
Secondo il sito web del tribunale Uiguro, la constatazione di genocidio "costituirebbe la commissione di genocidio come definito nell'articolo 2 della Convenzione del 1948 di cui la RPC è uno stato firmatario e ratificatore. Gli atti derivanti da o incidentali agli atti proibiti di genocidio possono anche costituire di per sé crimini contro l'umanità".
Il 9 dicembre 2021, il tribunale ha concluso, emettendo quindi una sentenza, che il governo della Repubblica Popolare Cinese aveva commesso un genocidio contro gli uiguri attraverso misure di controllo delle nascite e di sterilizzazione. Inoltre, hanno trovato prove di crimini contro l'umanità, torture e abusi sessuali.

## Reazioni

### Paesi

#### Australia
Secondo il consiglio del Tribunale, l'Australia si è offerta di fornire al Tribunale uiguro le prove pertinenti.

#### Cina
Il governo cinese ha lanciato un'aggressiva campagna di pubbliche relazioni contro il Tribunale uiguro. Il governo ha emesso sanzioni contro il tribunale e i suoi organizzatori, mentre i suoi portavoce hanno affermato che il tribunale è "una bestemmia contro la legge" e "una pura finzione". Le sanzioni furono condannate dal Primo Ministro britannico e spinsero il Ministro degli Esteri britannico a convocare l'ambasciatore cinese.
Secondo i rappresentanti del tribunale, la Cina è stata invitata a presentare prove durante il processo, ma non lo ha fatto.

#### Regno Unito
Il ministro britannico per l’Asia, Nigel Adams, ha rifiutato di fornire formalmente prove governative al tribunale, ma ha comunque incontrato il presidente del tribunale Uiguro nell’aprile 2021.

#### Stati Uniti
Secondo il consiglio del tribunale, gli Stati Uniti si sono offerti di fornire al tribunale uiguro prove rilevanti nel contesto del processo.

### Organizzazioni non governative

#### Gruppi per i diritti umani
Luke de Pulford, il co-fondatore della Coalition for Genocide Response, ha scritto su ITV News che il tribunale stesso era di "importanza globale". Egli ha anche scritto che, in assenza della capacità di una corte internazionale di analizzare il caso a causa del potere di veto della Cina sul Consiglio di sicurezza delle Nazioni Unite, il tribunale sarebbe servito a contribuire e "a garantire che la Convenzione sul genocidio non diventi un documento privo di significato", chiedendo risposte concrete alla PRC.

#### Gruppi uiguri
Dolkun Isa, presidente del Congresso mondiale uiguro, ha dichiarato a Radio Free Asia dopo che la prima sessione il primo giorno di udienze, che "[l]'udienza del Tribunale uiguro è andata estremamente bene oggi nonostante la campagna di disinformazione della Cina e le minacce diplomatiche contro il tribunale, i sopravvissuti del campo e i testimoni".